# 济南高新东区云巴
济南低运量轨道交通高新东区环线工程（简称高新东区云巴、孙村云巴），是中国山东省济南市一条建设中的云巴线路，全长约30.8公里，设站32座，可与济南地铁2号线、4号线和8号线换乘。工程于2023年底开工。

## 线路概况
孙村云巴为环形线路，途径历城区与高新区，线路起于春园路站，主要沿春园路、世纪大道、春喧路、飞跃大道、唐冶中路、科创路、春博路、庄科南路、大正路敷设。2023年6月，济南交通投资发展有限公司发布济南低运量轨道交通高新东区环线工程招标计划，济南轨道交通二期建设线路同期实施云巴工程招标计划也随之发布。按照规划，孙村云巴的环线工程估算投资40亿元，云巴工程15亿元。

## 车站
| 车站名         | 行政区 | 中心里程 (千米) | 车站形式 | 车站指标                      | 占地面积 （平方米） | 换乘线路          | 换乘形式 |
| -------------- | ------ | --------------- | -------- | ----------------------------- | ------------------- | ----------------- | -------- |
| 春园路站       | 历城区 | 0.488           | 三层岛式 | 宽11m，长40.89m，高度17.19m   | 830.06              | 不適用            | 不適用   |
| 大正路站       | 历城区 | 0.923           | 两层侧式 | 宽14.7m，长25.2m，高度12.7m   | 851.7               | 不適用            | 不適用   |
| 西巨野河站     | 历城区 | 2.206           | 两层侧式 | 宽14.3m，长38.04m，高度14.21m | 853.3               | 不適用            | 不適用   |
| 高新一中站     | 历城区 | 3.065           | 两层侧式 | 宽14.3m，长38.04m，高度14.21m | 851.8               | 不適用            | 不適用   |
| 实验中学站     | 历城区 | 3.812           | 两层侧式 | 宽14.3m，长38.04m，高度14.21m | 852                 | 不適用            | 不適用   |
| 春晖路站       | 历城区 | 4.392           | 两层侧式 | 宽14.7m，长25.2m，高度13.2m   | 851.8               | 不適用            | 不適用   |
| 世纪大道站     | 历城区 | 6.007           | 两层侧式 | 宽15.1m，长38.04m，高度14.21m | 852.04              | 不適用            | 不適用   |
| 科远路站       | 历城区 | 7.128           | 两层侧式 | 宽14.3m，长38.04m，高度14.21m | 852                 | 不適用            | 不適用   |
| 武将山站       | 历城区 | 7.830           | 三层岛式 | 宽11m，长40.89m，高度16.61m   | 986                 | 不適用            | 不適用   |
| 武家庄站       | 历城区 | 9.172           | 三层岛式 | 宽11m，长40.89m，高度16.61m   | 1004                | 不適用            | 不適用   |
| 土河西路站     | 历城区 | 10.647          | 三层岛式 | 宽11m，长40.89m，高度16.61m   | 1067.8              | 不適用            | 不適用   |
| 彭家庄站       | 历城区 | 11.284          | 三层岛式 | 宽19.18m，长43.3m，高度19.91m | 2114.7              | █ 2号线、 █ 4号线 | 出站换乘 |
| 程家庄站       | 历城区 | 11.957          | 三层岛式 | 宽11m，长40.89m，高度16.61m   | 1067.7              | █ 4号线           | 出站换乘 |
| 贞观街站       | 历城区 | 12.768          | 三层岛式 | 宽11m，长40.89m，高度16.61m   | 1067.7              | 不適用            | 不適用   |
| 唐冶站         | 历城区 | 13.656          | 三层岛式 | 宽11m，长40.89m，高度16.61m   | 1096.5              | █ 4号线           | 出站换乘 |
| 唐冶东路站     | 历城区 | 14.045          | 三层岛式 | 宽11m，长40.89m，高度16.61m   | 1058.9              | 不適用            | 不適用   |
| 围子山路站     | 历城区 | 14.456          | 三层岛式 | 宽11m，长40.89m，高度20.35m   | 1061.7              | 不適用            | 不適用   |
| 春秀路站       | 历城区 | 16.599          | 三层岛式 | 宽11m，长40.89m，高度16.61m   | 867.6               | 不適用            | 不適用   |
| 烯谷中心站     | 历城区 | 17.772          | 两层侧式 | 宽14.3m，长38.04m，高度14.21m | 638.9               | 不適用            | 不適用   |
| 科航路站       | 历城区 | 18.702          | 两层侧式 | 宽14.3m，长38.04m，高度14.21m | 638.7               | 不適用            | 不適用   |
| 春暄路站       | 历城区 | 19.383          | 两层侧式 | 宽14.3m，长38.04m，高度14.21m | 627.8               | 不適用            | 不適用   |
| 春意路站       | 历城区 | 20.149          | 两层侧式 | 宽14.3m，长38.04m，高度14.21m | 634.1               | 不適用            | 不適用   |
| 彩虹湖公园站   | 历城区 | 21.285          | 三层岛式 | 宽9.3m，长49.82m，高度17.36m  | 816.3               | 不適用            | 不適用   |
| 彩虹湖公园东站 | 历城区 | 21.851          | 两层侧式 | 宽9.3m，长49.82m，高度16.46m  | 816.3               | 不適用            | 不適用   |
| 春晖小学站     | 历城区 | 22.494          | 两层侧式 | 宽14.3m，长38.04m，高度14.21m | 638.9               | 不適用            | 不適用   |
| 春博路站       | 历城区 | 23.473          | 两层侧式 | 宽15.58m，长25.8m，高度13.21m | 1103.8              | █ 8号线           | 出站换乘 |
| 生命科学城站   | 历城区 | 24.374          | 两层侧式 | 宽13.4m，长28m，高度14.72m    | 726.2               | 不適用            | 不適用   |
| 庄科站         | 历城区 | 25.441          | 三层岛式 | 宽11m，长40.89m，高度16.61m   | 1557.3              | 不適用            | 不適用   |
| 庄科小学站     | 历城区 | 26.596          | 三层岛式 | 宽11m，长40.89m，高度16.61m   | 1555.5              | 不適用            | 不適用   |
| 山东职业学院站 | 历城区 | 27.725          | 三层岛式 | 宽11m，长40.89m，高度16.61m   | 679.2               | █ 8号线           | 出站换乘 |
| 山东英才学院站 | 历城区 | 28.914          | 三层岛式 | 宽11m，长40.89m，高度16.61m   | 1503.2              | 不適用            | 不適用   |
| 科创路站       | 历城区 | 29.750          | 三层岛式 | 宽11m，长40.89m，高度16.61m   | 1310.5              | 不適用            | 不適用   |

## 车辆
本工程采用导轨式胶轮系统。
初期和近期列车采用全动车2辆编组。2编组列车长度为17.6m，宽度为2.4m，载客量为定员140人。远期采用3编组。列车最高运行时速80km/h，采用双线右侧行车制。